# Maggie McNamara
Marguerite "Maggie" McNamara (Nova York, 18 de juny de 1928 − Nova York, 18 de febrer de 1978) va ser una actriu estatunidenca.

## Biografia
Els anys 1960, apareix en nombroses emissions de televisió. El seu darrer paper a la pantalla va ser un episodi de 1964 de L'hora d'Alfred Hitchcock titulat «El cos a la granja."
Maggie McNamara va estar casada amb l'actor i director David Swift. El casament va acabar en divorci i McNamara mai es va casar de nou. Després del seu últim paper a la pantalla el 1964, McNamara va restar fora de la vista del públic i va passar els seus últims anys treballant com a mecanògrafa a Nova York.
El febrer de 1978, va ser trobada morta després d'una sobredosi voluntària de somnífers. Segons els informes de la policia, tenia antecedents de malaltia mental i havia deixat una nota de suïcidi. Tenia 48 anys.
Maggie McNamara és enterrada al cementiri Saint Charles a Farmingdale, Long Island, Nova York.

## Filmografia
- 1953: The Moon Is Blue d'Otto Preminger: Patty O'Neill
- 1953: Die Jungfrau auf dem Dach: turista
- 1954: Three Coins in the Fountain de Jean Negulesco: Maria Williams
- 1955: Prince of Players de Philip Dunne: Mary Devlin Booth
- 1963: The Twilight Zone: Bunny Blake (sèrie de televisió)
- 1963: El cardenal (The Cardinal) d'Otto Preminger: Florrie Fermoyle
- 1964: El cos a la granja d'Alfred Hitchcock (sèrie de televisió)

## Premis i nominacions

### Nominacions
- 1954. Oscar a la millor actriu per The Moon Is Blue
- 1955. BAFTA a la millor nova promesa per The Moon Is Blue